# Группа Черткова
«Группа Черткова» (другое название «поэты мансарды») — первая поэтическая группа неподцензурных московских авторов 1950-х.

## История группы
Образовалась в 1953. Ключевыми фигурами группы были её харизматический лидер Леонид Чертков, наиболее яркий поэт группы Станислав Красовицкий и Галина Андреева, хозяйка «Монмартрской мансарды» — квартиры, где собиралась группа. В группу входили также Андрей Сергеев, Валентин Хромов, биолог Олег Гриценко, Николай Шатров; позже присоединились врачи-психиатры Михаил Ярмуш и Марат Векслер .
Не выступая со специальными манифестами, авторы группы Черткова значительно расходились в своей поэтике; их объединял, прежде всего, принципиальный интерес к эстетической стороне поэзии, приводивший к противостоянию с официальной как «соцреалистической», так и «оттепельной» поэзией, нацеленной скорее на социальное измерение литературы.
Группа распалась в 1957 году после ареста и осуждения Леонида Черткова за антисоветскую агитацию и пропаганду.